# Paraceterach delavayi
Paraceterach delavayi là một loài thực vật có mạch trong họ Adiantaceae. Loài này được (Baker) R.M. Tryon miêu tả khoa học đầu tiên năm 1986.